# Lego BrickHeadz
Lego BrickHeadz er en produktlinje produceret af den danske legetøjskoncern LEGO, der blev introduceret i 2016, som genskaber ikoniske karakterer fra bl.a. DC Comics, Marvel Comics, Star Wars og Disney.
Serien er målrettet børn på 10 år og opefter.
I 2019 blev Harry Potter and Hedwig (sæt 41615) listet på The Top Ten best-selling Harry Potter-legetøj i Storbritannien inden for 12 måneder med slut i maj 2019.
En app med titlen Lego BrickHeadz Builder blev udviklet af Lego til Android og udgivet 12. juli 2018.